# Ведьмак (5-й сезон)
Работа над пятым сезоном фэнтезийного драматического сериала «Ведьмак», основанного на цикле произведений Анджея Сапковского о ведьмаке Геральте, началась в 2022 году. Известно, что главную роль в нём, как и в четвёртом сезоне, сыграет не Генри Кавилл, а Лиам Хемсворт. Пятый сезон должен стать последним.

## Сюжет
Действие сериала происходит в вымышленном мире, похожем на Европу позднего Средневековья. Главные герои — ведьмак (бродячий охотник на чудовищ) Геральт из Ривии, его возлюбленная, чародейка Йеннифэр из Венгерберга, и его приёмная дочь — принцесса Цинтры Цири, а также лучший друг и бард Лютик. Жизнь этих героев тесно связана с политическими интригами и с войнами между коалицией северных королевств (именно на их территории разворачивается основное действие) и южной империей Нильфгаард. В центре сюжета пятого сезона окажется Дикая охота.

## В ролях
- Лиам Хемсворт — Геральт из Ривии
- Аня Чалотра — Йеннифэр из Венгерберга
- Фрейя Аллан — княжна Цирилла
- Джои Бэти — Лютик

## Производство
Первые данные о работе над пятым сезоном появились в 2022 году, то есть задолго до выхода третьего сезона. Планировалось снимать его вместе с четвёртым сезоном и сценарии для этих двух сезонов тоже писать вместе. Работа над сценариями началась не позже октября 2022 года, этим занимались Лорен Хиссрич, Майк Островски, Мэтью Д’ Амбросио и другие. Однако планы пришлось поменять из-за забастовок актёров и сценаристов в 2023 году: к сценарию четвёртого сезона авторы шоу вернулись сразу после забастовки, а к сценарию пятого сезона — в январе 2024 года. Изначально предполагалось, что пятый сезон может стать последним, а в апреле 2024 года это было подтверждено официально.
29 октября 2022 года было объявлено, что главную роль, Геральта из Ривии, в четвёртом и пятом сезонах сыграет не Генри Кавилл, а Лиам Хемсворт. О причинах ухода Кавилла ничего не известно (это может быть связано со слишком плотным графиком или с изменениями в сценарии). «Мой путь в роли Геральта из Ривии был полон чудовищ и приключений, но, увы, в четвёртом сезоне я сложу свой медальон и мечи», — написал он. Хемсворта Кавилл в этом же сообщении назвал «потрясающим», а тот заявил, что «как поклонник „Ведьмака“… просто в восторге от возможности сыграть Геральта из Ривии».